# Giacinto Calandrucci

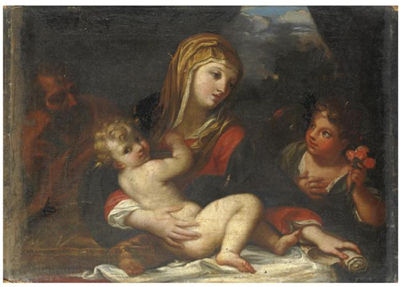
La Madonna e San Giovannino

Giacinto Calandrucci (Palermo, 20 aprile 1646 – Palermo, 22 febbraio 1707) è stato un pittore e incisore italiano.

## Biografia
Andò a Roma per istruirsi alla scuola di Carlo Maratta e del conterraneo Pietro del Pò.
In seguito ebbe incarichi nella città pontificia grazie al suo stile che si ispirava a quello del suo maestro.
Così realizzò opere nella chiesa di Sant'Antonio dei Portoghesi, nella chiesa di San Bonaventura al Palatino, nella Cappella Altieri della chiesa di Santa Maria in Campitelli e nella chiesa di San Paolo alla Regola.
Col passare degli anni passò dai colori vivaci della scuola del Maratta a colori pastello e tenui e man mano avvicinantisi al Rococò.
Così realizza gli affreschi di Santa Maria dell'Orto in Trastevere, ossia la Resurrezione di Cristo (1703) nel sottarco del transetto di destra ma soprattutto la grandiosa Assunzione di Maria (1706) sulla volta della navata centrale, il cui disegno complessivo però è attribuito al suo stesso maestro Carlo Maratta.
In Sicilia, dove ebbe riconoscimenti con meno fortuna, realizzò opere nell'Oratorio dei Santi Francesco e Lorenzo a Palermo.
Dato il sopraggiungere della sua morte, queste opere furono portate a termine dal fratello Domenico.
Suo nipote Giovanbattista terminò altre opere di Giacinto (ottenendo anche un riconoscimento dall'Accademia di San Luca) tra cui alcune opere di Palermo, la chiesa di San Lorenzo in Borgo, la Cappella di Sant'Anna e la chiesa di San Lorenzo in Peschiera a Roma.

## Opere
- 1703, Santa Rosalia raffigurata in abiti basiliani, olio su tela, opera proveniente dalla chiesa del Santissimo Salvatore e custodita nel Museo diocesano di Palermo.